# Тут і зараз (телесеріал)
«Тут і зараз» (англ. Here and Now) —  американський телесеріал, створений Аланом Боллом. Прем'єра першого сезону з десяти епізодів відбулася 11 лютого — 15 квітня 2018 року на телеканалі HBO.  25 квітня 2018 року було оголошено, що серіал закривається після першого сезону.

## Сюжет
Серіал розповідає про сучасну родину, що поєднала людей кількох рас і національностей — чоловіка, жінку та їхніх чотирьох дітей, троє з яких — усиновлені в Ліберії, В'єтнамі та Колумбії. Найбільші пригоди в родині пов'язані з ситуаціями, коли один із дітей бачить речі, недоступні іншим.

## У ролях
- Тім Роббінс — Грег Ботрайт
- Голлі Гантер — Одрі Баєр
- Джеррика Хінтон — Ешлі Коллінз
- Реймонд Лі — Дюк Баєр-Ботрайт
- Деніел Дзоватто— Рамон Баєр-Ботрайт
- Соси Бейкер — Крістен Баєр-Ботрайт
- Джо Вільямсон — Малкольм Коллінз
- Енді Бін — Генрі Берген
- Марван Салама — Навід Шокрані

## Виробництво
В липні 2016 року серіал отримав офіційне замовлення; в той час назву ще не було визначено. У грудні 2017 року був випущений перший тизер-трейлер.